# 里克·霍夫曼
里克·霍夫曼（英語：Rick Hoffman，1970年6月12日—），美国演员，因在Jake in Progress里饰演Patrick Van Dorn而出名，尔后饰演USA电视台律师题材电视剧《金装律师》里的路易斯·利特。

## 相关链接
- 里克·霍夫曼在互联网电影资料库（IMDb）上的資料（英文）